# حفظ وترميم اللوحات

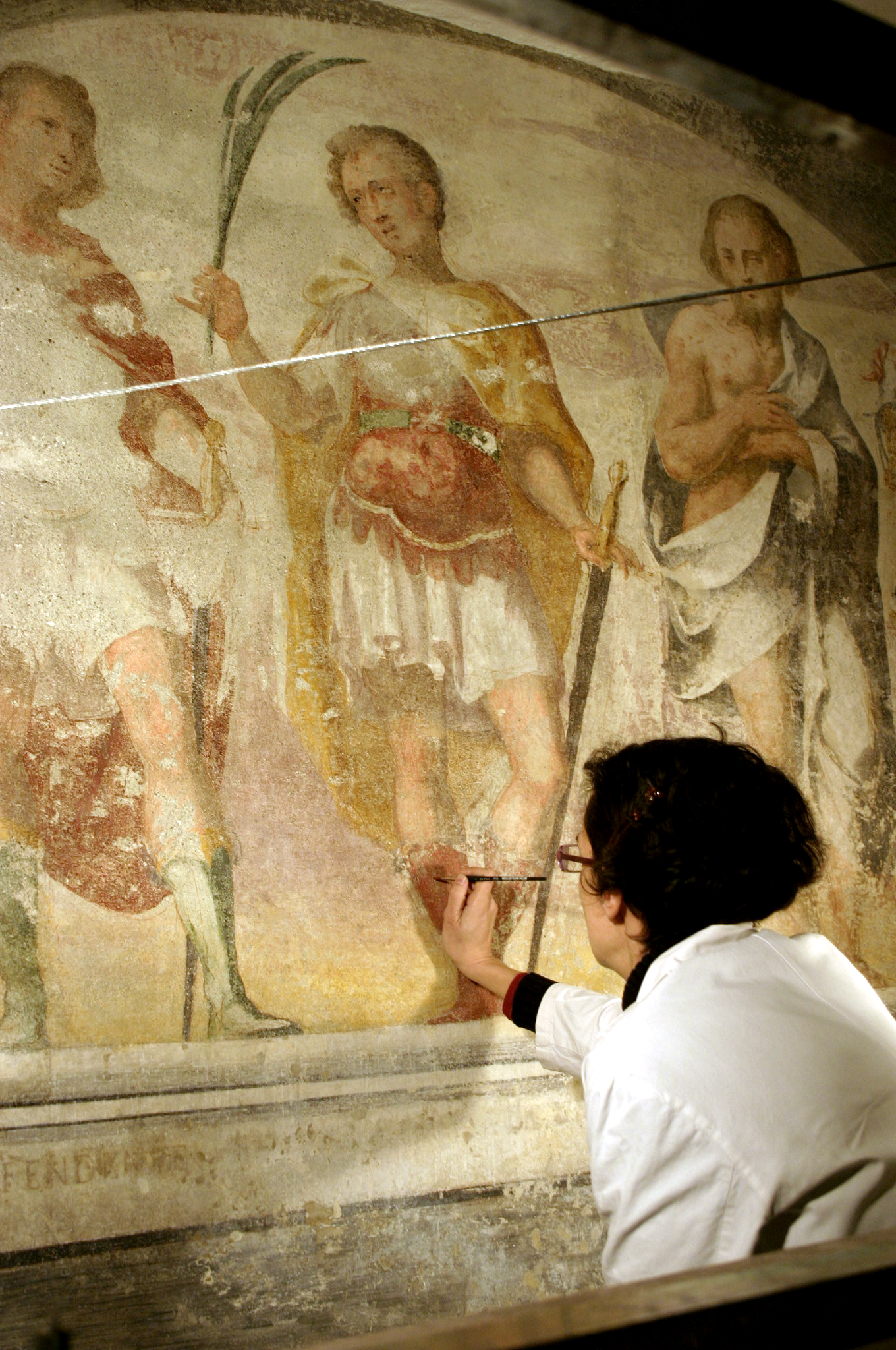

يجري الحفاظ على اللوحات وترميمها من قبل مختصين في ترميم اللوحات. تغطي اللوحات مجموعة كبيرة من الوسائط والمواد والتدعيم (أي السطح المطلي المصنوع من القماش أو الورق أو الألواح الخشبية أو الألواح المصنعة وغيرها). تتنوع أنماط اللوحات من لوحات الفنون الجميلة إلى الأشياء الزخرفية والوظيفية التي تشمل الأكريلك والتصوير الجصي والطلاء الزيتي على الأسطح المختلفة وتمبرا البيض على الألواح والقماش والطلاء بالورنيش والألوان المائية وغيرها المزيد. يسمح معرفة المواد التي تتكون منها أي لوحة والأساس الذي رُسمت عليها بالترميم السليم وممارسات الترميم. تتفاعل جميع مكونات اللوحة مع بيئتها بشكل مختلف، وتؤثر على العمل الفني ككل. ستحدد هذه المكونات المادية جنبًا إلى جنب مع مجموعات العناية (المعروفة أيضًا باسم الحفظ الوقائي) طول عمر اللوحة. تشمل الخطوات الأولى للحفظ والترميم، الحفظ الوقائي يليه الترميم النشط مع أخذ هدف الفنان في عين الاعتبار.

## العناية الأساسية
تتكون اللوحات التقليدية سواء كانت زيتية أو إكريلك والعديد من الأنماط الأخرى من اللوحات، من أنواع مختلفة من المواد، بدءًا من طبقات الطلاء ووصولًا إلى المواد التي تشكل أساس اللوحة. تتطلب كل مادة من هذه المواد عناية خاصة في التعامل والعرض والتخزين وخلال إجراءات الحماية الإضافية والظروف البيئية العامة. إن توفير الرعاية المناسبة لكل من هذه المواد يضمن حماية الحالة العامة للوحة.

### ألواح التدعيم
يوفر استخدام تدابير وقائية جيدة مثل ربط دعامة صلبة إلى اللوحة على قماش الرسم العديد من وسائل الحماية. يقلل هذا من آثار التغيرات السريعة في الرطوبة النسبية حول اللوحة، ويوفر بعض الحماية من الضغط أو الاتصال المباشر بظهر القماش ويحمي من الاهتزازات الناتجة عن التعامل مع اللوحة أو تحريكها. تعمل ألواح التدعيم أيضًا على حماية اللوحة من الغبار والأوساخ والشقوق والتشوهات التي قد تتعرض لها خلال التعامل معها أو بسبب الحشرات. تتضمن بعض الأنواع الأكثر شيوعًا من ألواح التدعيم الألواح الرغوية المقواة واللوح التراثي وألواح الخشب المقوى والكرتون والكوروبلاست والصفائح البلاستيكية المموجة وصفائح الإكريلك والمايلر والنسيج.

### التأطير
لا تُستخدم الإطارات حول اللوحات من أجل الناحية الجمالية فقط، بل لحماية الأجزاء الأكثر حساسية من اللوحة عند التعامل معها يدويًا، وهي تقلل من احتمالية التلف في حالة سقوط اللوحة. يوجد متخصصون يعملون على صيانة وترميم إطارات اللوحات.

### التعامل مع اللوحة وتحريكها
إن تحريك القطع الفنية يعرضها لخطر أكبر بكثير من ذاك الذي ستتعرض له لو كانت معروضة أو في المخزن. تُستخدم تقنيات ومعدات معينة في أي وقت يحتاج فيه العمل الفني إلى النقل. تشمل هذه التقنيات والمعدات المصاعد المحشوة وعربات القطر وتحريك الأشياء الصغيرة والهشة على عربات بدلًا من حملها باليد، ورفع الأشياء من الأسفل بواسطة أقوى جزء منها، وأخذ المزيد من الوقت والعناية عند استخدام السلالم أو الأدراج. يرتدي عمال الترميم أو الصيانة في كثير من الحالات القفازات، لحماية العمل الفني من أي أوساخ أو زيت قد يكون على أيديهم. عند التعامل مع اللوحات القماشية على وجه التحديد، لا يجوز الافتراض أن الإطار مستقر وثابت. لا يجب رفع اللوحة أو حملها من القضيب الشداد، ولا إدخال الأصابع بين القضيب الشداد والقماش.

### العرض والتخزين
تشير التقديرات إلى أن الافتقار إلى الصيانة الروتينية المناسبة والرعاية، مسؤولة عن نحو 95% من المعالجات والترميم، و5% منها ناتجة عن سوء التعامل مع القطع واللوحات. يجب عند تطوير طرق العرض والتخزين للأعمال الفنية، مراعاة القضايا المتعلقة بالرطوبة النسبية ودرجة الحرارة والضوء والملوثات والحشرات، ويجب أيضًا مراعاة موقع وأنواع وحدات التخزين ويجب أن تكون مساحات التخزين في مناطق بعيدة عن الأنابيب وأنظمة التدفئة، وكذلك خارج المناطق التي يحتمل أن تفيض وتجمع الغبار والأوساخ. يجب أن تكون وحدات التخزين متينة وقابلة للتعديل في حال نمو المجموعات المخزنة، بحيث يمكن تخزين جميع الأحجام بأمان، ويجب أن تُصنع من مواد لن تسبب أي ضرر للوحات (مثل الرفوف المعدنية)، وتكون خالية من أي أجهزة أو دعامات بارزة.

## أسباب التلف
تتسبب الرطوبة والحرارة والضوء والملوثات والحشرات بإتلاف اللوحة سواء كان ذلك ببطء أو بشكل مفاجئ. تؤثر عوامل التلف هذه على جميع مكونات اللوحة بطرق مختلفة.

### الرطوبة النسبية ودرجة الحرارة
يمكن للرطوبة النسبية المنخفضة جدًا أو العالية جدًا وكذلك التغيرات السريعة فيها، أن تلحق الضرر باللوحة. وفقًا لمعهد الحفظ الكندي، هناك أربعة أنواع من الرطوبة النسبية غير الصحيحة: الرطوبة التي تزيد عن 75% رطوبة نسبية، ورطوبة نسبية أعلى أو أقل من قيمة حرجة لذلك الجسم، ورطوبة نسبية أعلى من 0%، وتقلبات الرطوبة النسبية. «معايير درجة الحرارة والرطوبة النسبية المقبولة عمومًا لمعظم القطع الأثرية وقطع المتاحف هي 65°- 70° درجة فهرنهايت (18°- 21° درجة سيليزيوس) عند 47%- 55% رطوبة نسبية». يُعد استخدام نظام مركزي للتحكم في المناخ أو نظام التدفئة والتهوية وتكييف الهواء، أفضل طريقة للتحكم في البيئة، إذ يُغسل الهواء الوارد ويُنظف ويُسخن أو يُبرد، ويُعدل وفقًا لظروف معينة ومن ثم يدخل مساحة التخزين. يُعد استخدام بديل محلى للتحكم في المناخ البديل المناسب، إذ تبرد المكيفات الهواء وتمتص بعضًا من رطوبته أثناء تصفيتها للجسيمات الإجمالية، لكنها لا تعمل على تكييف الهواء، ولا تصفيته من الملوثات.